# Caia
Caia – miasto na Mozambiku, w prowincji Sofala.